# Турбореактивний двоконтурний авіаційний двигун МС-430
МС-430 — перспективний український турбореактивний двигун (ТРД), що застосовується для дозвукових безпілотних летальних апаратів (БПЛА), розробку якого було оголошено 2020 року на базі двигуна МС-440.

## Технічний опис
Є модифікацією двигуна МС-400 зі збільшеною до 430 кг максимальної тягою.
Злітний режим (Н=0, М=0, МСА):
- тяга: 0.4 (4.30) тс (кН)